# 안드레아 마르코비치
안드레이아 마코비치(영어: Andrea Marcovicci, 영어 발음: /ɑːnˈdreɪə/, 1948년 11월 18일 ~ )는 미국의 루마니아계 배우, 가수이다.
맨해튼에서 태어났다.

## 출연 작품
- 러브 드라이브 (2011, Driving by Braille) - 클레어 역
- 아이린 인 타임 (2009년)
- 잭 더 베어 (1993년)
- 워터 엔진 (1992년)
- 사랑의 나날들 (1987년)
- 캔터빌 고스트 (1986년)
- 제3의 공포 (1985년)
- 스페이스헌터 (1983년) - 챌머스 역
- 게리의 선택 (1983년)
- 악마의 손 (1981년)
- 에어포트 79 (1979년)
- 프론트 (1976년)

### 텔레비전
- 코작 (1974, 1977)
- 매그넘 P.I. (1981)